# Bérenger de Roquefeuil-Blanquefort
Bérenger de Roquefeuil-Blanquefort, né en 1448 au château de Flaugnac (Quercy), mort le 10 janvier 1530, est un membre de la famille de Roquefeuil Blanquefort. Il est connu pour être l'auteur de l'agrandissement et de la fortification du château de Bonaguil. Il appartient à la branche aînée de la famille de Roquefeuil-Blanquefort, seigneurs de Bonaguil, éteinte en ligne masculine en 1639 avec Antoine Alexandre de Roquefeuil.

## Biographie

### Famille
Bérenger de Roquefeuil est le troisième fils de Jean de Roquefeuil, seigneur de Blanquefort et de Bonaguil marié en 1448 à Isabeau de Peyre. Ses deux frères ainés sont morts avant 1480 sans hériter.
Possédant une grande fortune et une vingtaine de châteaux en Rouergue et en Quercy, il est envoyé par son père pour servir comme page auprès du roi Louis XI qui lui octroie une confortable pension.
Il épouse le 20 septembre 1477, au château d'Amboise, Anne du Tournel, fille de Pierre Guérin du Tournel de la maison de Chateauneuf-Randon et de Louise de Crussol, première dame d'atours de la reine. De ce mariage naissent :
- - Charles de Roquefeuil, seigneur de Blanquefort, du Pouget et de Bonaguil, marié en 1519 à Blanche de Lettes de Montpezat, sœur d'Antoine et de Jean de Lettes respectivement maréchal de France et évêque de Béziers puis de Montauban
    - Antoine de Roquefeuil, marié en 1555 à Jeanne Claude de Cardaillac.
      - Jeanne Angélique de Roquefeuil, mariée à Antoine de Castanier.
      - Antoine de Roquefeuil, seigneur de Bonaguil, marié en 1604 à Jeanne Angélique de Rochechouart.
        - Antoine Alexandre de Roquefeuil, marié en 1625 à Claude de Saint-Aignan, mort en 1639 dernier de sa branche en ligne masculine.
          - François de Roquefeuil (mort sans alliance avant son père).
          - Marguerite-Gilberte Roquefeuil, dame de Bonaguil († 1699), mariée en 1639 à Gaspard III de Coligny et en 1655 à Yves de Tourzel. Héritière à la mort de son père du château de Bonaguil. Elle fut la dernière de sa branche.

  - Louis mort en bas âge
  - Antoine, baron du Pouget, seigneur de Sauveterre, protonotaire apostolique mort le 19 août 1566 sans postérité
  - François, chevalier de l'ordre de Saint-jean de Jérusalem
  - Marguerite, abesse de Nonenque
  - Angélique, Jeanne, Delphine religieuses
  - Anne, mariée à Jean d'Antin
  - Isabeau qui épouse en janvier 1505 Pierre de Durfort, baron de Bussière
  - Hélène, mariée à Robert de Lauzières, seigneur de La Chapelle
  - Madeleine femme de Louis de Lauzières, baron de Thémines

### Ligue du Bien Public
En 1461, Louis XI est couronné Roi de France. Rapidement, il prend différentes mesures pour réduire les prérogatives de la haute noblesse et met en place une politique autoritaire. En mars 1465, une coalition de grand vassaux vient s'opposer à des décisions aboutissant à une guerre entre mai et octobre 1465. Jacques d'Armagnac, duc de Nemours et comte de la Marche rejoint la coalition et malgré les différents traités de paix proposés par le roi, il continue à comploter jusqu'en 1475. Arrêté, il est décapité en 1477. 
Proches soutiens de Jacques dans cette entreprise, Jean et Antoine de Roquefeuil (respectivement père et oncle de Bérenger) doivent implorer le pardon du roi dont ils obtiennent une lettre de rémission en février 1478. Bérenger, manifeste son désaccord en quittant la cour d'Amboise. Certains historiens, dont Michel Coste, avancent que ce pardon aurait été conditionné à une donation de Jean envers son fils Bérenger afin de s'assurer de la fidélité d'une famille influente du midi et de faire entrer les Roquefeuil dans le cercle des grandes familles d'artilleurs du royaume. 
En effet, dès 1477, Bérenger est fait irrévocablement et du vivant de son père, nu propriétaire des titres ainsi que des biens de sa famille. A cette donation réalisée "suivant le bon plaisir de notre Sire le Roi" et en présence d'Ardit de Bar, sénéchal de Rouerge, s'ajoute une promesse de mariage entre Bérenger et Anne du Tournel. Cette dernière, n'est autre que la fille de Louise de Crussol, gouvernante du dauphin et la nièce de Louis de Crussol, grand maître de l'artillerie de France. Leur mariage a lieu au château d'Amboise, sous le patronage royal. 
Son implantation dans la seigneurerie de Blanquefort, pays connu pour ses mines de fer et nombreuses forges ainsi que les mariages de ses enfants: Charles avec la sœur d'un maréchal de France et Madeleine avec le fils d'un grand maitre de l'artillerie renforcent cette hypothèse. 

### Différends avec les consuls deCastelnau-Montratier
Le 16 avril 1484, Bérenger hérite de son père et fait aveu au roi par l'intermédiaire de l'un de ses vassaux : noble Jean de Terre. Il est qualifié de "magnifique et puissant Seigneur". Bérenger réside au château de Flaugnac, à proximité directe du village de Castelnau.
En 1485, Bérenger reprend la querelle qui avait opposé en 1342 Ratier IV de Castelnau, son grand-père, et les consuls de la ville. La contestation portait notamment sur une dispense partielle du droit de leude (taxe sur les produits vendus par les étrangers au sein de la juridiction) accordée aux habitants de Castelnau-Montratier. La coutume voulait que les marchandises qui ne dépassaient pas un quarton n'étaient pas soumises à la taxe mais, ni le nombre de quartons ni les unités de mesure étaient définis laissant les marchands libre d'interpréter la loi.
Faute d'obtenir des échevins le consentement sincère à ce droit seigneurial, Bérenger ordonne à son juge, le bailli Gayssia de Manas, de rendre justice en son nom sans reconnaitre le rôle des consuls. Consigne est de faire primer la loi avant les coutumes mais Bertrand de Mothe, consul de la ville s'oppose à Gayssia de Manas avec violence. Les deux hommes sont séparés mais quelques jours plus tard une autre querelle éclate. Gayssia de Manas se bat en duel avec Jean de Mothe, frère du consul et est blessé. Il meurt des suites de ces blessures.
Bérenger porte l'affaire auprès du sénéchal du Qurecy puis auprès du juge-mage de Cahors. Il obtient gain de cause et fait arrêter puis emprisonner Bertrand et Jean de Mothe. Les autres consuls parviennent à les faire évader.
Outré, Bérenger dépêche un détachement de 25 arbalétriers pour détruire les poids et mesures de la ville. Une fois leur mission accomplie ces derniers s'en prennent violemment aux habitants de la ville qui se soulèvent et mettent la troupe en déroute. Bérenger fait alors déplacer une troupe qu'il avait initialement levé pour des campagnes en Normandie pour mater la révolte. Jean de Mothe prend la tête de la rébellion et de violents affrontements éclatent. Un grand nombre de belligérants meurent dont des gentilshommes et la ville se réfugie derrière les remparts.
En 1488, le parlement de Toulouse se saisit de l'affaire et donne raison à Bérenger sur le fond mais le condamne pour avoir tenté de se faire justice lui-même. Il est tenu responsable du comportement de ses soldats et doit reconnaître publiquement ses torts en place publique de Castelnau-Montratier. Mécontent, il se présente en armure et entouré d'un puissant groupe armé devant les portes de la ville sans y pénétrer. Soulevant son heaume devant les échevins et la foule massée sur les remparts, il cria «vous m'avez vu!» puis tournant bride il regagna son château de Flaugnac.

### Fortification du château de Bonaguil

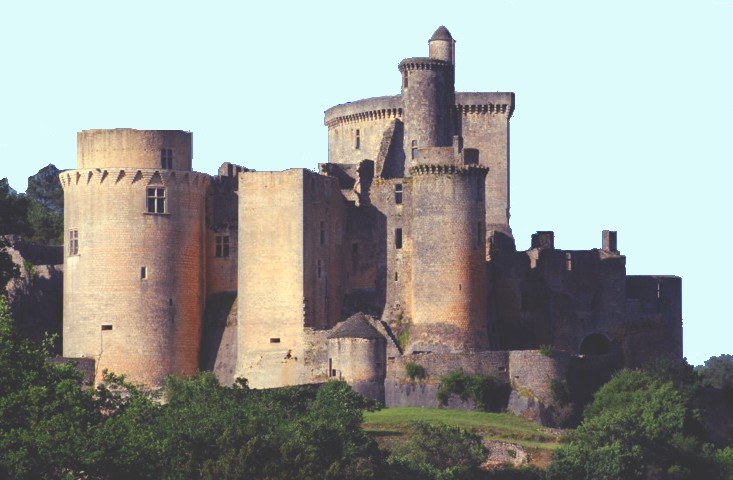
Château de Bonaguil, fortifié par Béranger

En désaccord avec le jugement rendu par le parlement de Toulouse, Bérenger quitte Flaugnac pour s'installer dans son château de Blanquefort-sur-Briolance à quelques kilomètres du château de Bonaguil et du lieudit Bonne Aiguille. 

Il entreprend l'agrandissement et la fortification du château et entame des travaux considérables qui dureront plus de quarante ans. Bérenger résume son projet de la façon suivante: 

« J'eslèveroi un castel que, ni mes vilains subjects ne pourront prendre, ni les anglais s'ils ont l'audace d'y revenir, voire les plus puissants soldats du Roy de France. »

Bérenger fait de Bonaguil une forteresse puissante. Il y intègre les ultimes avancées de l'art de la construction des châteaux forts bravant l'interdiction par Charles VII de la construction de fortifications privées. Un chroniqueur du XVIe siècle écrit: 

« Sa mémoire est jusqu'aujourd'hui vénérable à ses subjects pour sa vertu, et de qui le nom est assez public pour ceux qui s'émerveillent qu'un seigneur non aydé des bienfaits du Roy ou de l'Eglise, ait eslevé un si somptueux édifice que celui de Bonneguille »

### Décès et testament
Bérenger teste quelques jours avant sa mort le 9 janvier 1530 à l'âge de 82 ans dans son château de Bonaguil et demande à être inhumé dans la chapelle Saint-Michel de Bonaguil qu'il avait fait construire et dans laquelle une litre funéraire avec ses armes est toujours visible.
Pour son enterrement, il demande que 120 prêtres prient pour lui, que les personnes qui viendraient soient reçus pour un repas sans musique et qu'aucun signe de sa puissance ne soit visible. Il demande aussi que cent pauvres soient habillés et reçoivent dix deniers tournois.

## Ascendance
|  |                                    |  |  |  |  |  |  |  |  |  |  |  |  |  |  |  |
|  | 16. Hugues de Blanquefort          |  |  |  |  |  |  |  |  |  |  |  |  |  |  |  |
|  |                                    |  |  |  |  |  |  |  |  |  |  |  |  |  |  |  |
|  |                                    |  |  |  |  |  |  |  |  |  |  |  |  |  |  |  |
|  | 8. Jean de Blanquefort             |  |  |  |  |  |  |  |  |  |  |  |  |  |  |  |
|  |                                    |  |  |  |  |  |  |  |  |  |  |  |  |  |  |  |
|  |                                    |  |  |  |  |  |  |  |  |  |  |  |  |  |  |  |
|  | 17. Catherine de Madaillan         |  |  |  |  |  |  |  |  |  |  |  |  |  |  |  |
|  |                                    |  |  |  |  |  |  |  |  |  |  |  |  |  |  |  |
|  |                                    |  |  |  |  |  |  |  |  |  |  |  |  |  |  |  |
|  | 4. Antoine Ier de Roquefeuil       |  |  |  |  |  |  |  |  |  |  |  |  |  |  |  |
|  |                                    |  |  |  |  |  |  |  |  |  |  |  |  |  |  |  |
|  |                                    |  |  |  |  |  |  |  |  |  |  |  |  |  |  |  |
|  | 18. Arnaud III de Roquefeuil       |  |  |  |  |  |  |  |  |  |  |  |  |  |  |  |
|  |                                    |  |  |  |  |  |  |  |  |  |  |  |  |  |  |  |
|  |                                    |  |  |  |  |  |  |  |  |  |  |  |  |  |  |  |
|  | 9. Catherine de Roquefeuil         |  |  |  |  |  |  |  |  |  |  |  |  |  |  |  |
|  |                                    |  |  |  |  |  |  |  |  |  |  |  |  |  |  |  |
|  |                                    |  |  |  |  |  |  |  |  |  |  |  |  |  |  |  |
|  | 19. Hélène de Gourdon              |  |  |  |  |  |  |  |  |  |  |  |  |  |  |  |
|  |                                    |  |  |  |  |  |  |  |  |  |  |  |  |  |  |  |
|  |                                    |  |  |  |  |  |  |  |  |  |  |  |  |  |  |  |
|  | 2. Jean de Roquefeuil              |  |  |  |  |  |  |  |  |  |  |  |  |  |  |  |
|  |                                    |  |  |  |  |  |  |  |  |  |  |  |  |  |  |  |
|  |                                    |  |  |  |  |  |  |  |  |  |  |  |  |  |  |  |
|  | 20. Bérenger II d'Arpajon          |  |  |  |  |  |  |  |  |  |  |  |  |  |  |  |
|  |                                    |  |  |  |  |  |  |  |  |  |  |  |  |  |  |  |
|  |                                    |  |  |  |  |  |  |  |  |  |  |  |  |  |  |  |
|  | 10. Hugues d'Arpajon               |  |  |  |  |  |  |  |  |  |  |  |  |  |  |  |
|  |                                    |  |  |  |  |  |  |  |  |  |  |  |  |  |  |  |
|  |                                    |  |  |  |  |  |  |  |  |  |  |  |  |  |  |  |
|  | 21. Dauphine de Roquefeuil         |  |  |  |  |  |  |  |  |  |  |  |  |  |  |  |
|  |                                    |  |  |  |  |  |  |  |  |  |  |  |  |  |  |  |
|  |                                    |  |  |  |  |  |  |  |  |  |  |  |  |  |  |  |
|  | 5. Dauphine d'Arpajon              |  |  |  |  |  |  |  |  |  |  |  |  |  |  |  |
|  |                                    |  |  |  |  |  |  |  |  |  |  |  |  |  |  |  |
|  |                                    |  |  |  |  |  |  |  |  |  |  |  |  |  |  |  |
|  | 22. Guy VIII de Sévérac            |  |  |  |  |  |  |  |  |  |  |  |  |  |  |  |
|  |                                    |  |  |  |  |  |  |  |  |  |  |  |  |  |  |  |
|  |                                    |  |  |  |  |  |  |  |  |  |  |  |  |  |  |  |
|  | 11. Jeanne de Sévérac              |  |  |  |  |  |  |  |  |  |  |  |  |  |  |  |
|  |                                    |  |  |  |  |  |  |  |  |  |  |  |  |  |  |  |
|  |                                    |  |  |  |  |  |  |  |  |  |  |  |  |  |  |  |
|  | 23. Jeanne d'Auvergne              |  |  |  |  |  |  |  |  |  |  |  |  |  |  |  |
|  |                                    |  |  |  |  |  |  |  |  |  |  |  |  |  |  |  |
|  |                                    |  |  |  |  |  |  |  |  |  |  |  |  |  |  |  |
|  | 1. Bérenger de Roquefeuil          |  |  |  |  |  |  |  |  |  |  |  |  |  |  |  |
|  |                                    |  |  |  |  |  |  |  |  |  |  |  |  |  |  |  |
|  |                                    |  |  |  |  |  |  |  |  |  |  |  |  |  |  |  |
|  | 24. Astorg XI de Peyre             |  |  |  |  |  |  |  |  |  |  |  |  |  |  |  |
|  |                                    |  |  |  |  |  |  |  |  |  |  |  |  |  |  |  |
|  |                                    |  |  |  |  |  |  |  |  |  |  |  |  |  |  |  |
|  | 12. Astorg XIII de Peyre           |  |  |  |  |  |  |  |  |  |  |  |  |  |  |  |
|  |                                    |  |  |  |  |  |  |  |  |  |  |  |  |  |  |  |
|  |                                    |  |  |  |  |  |  |  |  |  |  |  |  |  |  |  |
|  | 25. Guillemette d'Apchon           |  |  |  |  |  |  |  |  |  |  |  |  |  |  |  |
|  |                                    |  |  |  |  |  |  |  |  |  |  |  |  |  |  |  |
|  |                                    |  |  |  |  |  |  |  |  |  |  |  |  |  |  |  |
|  | 6. Astorg XIV de Peyre             |  |  |  |  |  |  |  |  |  |  |  |  |  |  |  |
|  |                                    |  |  |  |  |  |  |  |  |  |  |  |  |  |  |  |
|  |                                    |  |  |  |  |  |  |  |  |  |  |  |  |  |  |  |
|  | 26. Raymond V d'Agoult             |  |  |  |  |  |  |  |  |  |  |  |  |  |  |  |
|  |                                    |  |  |  |  |  |  |  |  |  |  |  |  |  |  |  |
|  |                                    |  |  |  |  |  |  |  |  |  |  |  |  |  |  |  |
|  | 13. Isabeau d'Agoult               |  |  |  |  |  |  |  |  |  |  |  |  |  |  |  |
|  |                                    |  |  |  |  |  |  |  |  |  |  |  |  |  |  |  |
|  |                                    |  |  |  |  |  |  |  |  |  |  |  |  |  |  |  |
|  | 27. Huguette de Seillon ou Sillon, |  |  |  |  |  |  |  |  |  |  |  |  |  |  |  |
|  |                                    |  |  |  |  |  |  |  |  |  |  |  |  |  |  |  |
|  |                                    |  |  |  |  |  |  |  |  |  |  |  |  |  |  |  |
|  | 3. Isabeau de Peyre                |  |  |  |  |  |  |  |  |  |  |  |  |  |  |  |
|  |                                    |  |  |  |  |  |  |  |  |  |  |  |  |  |  |  |
|  |                                    |  |  |  |  |  |  |  |  |  |  |  |  |  |  |  |
|  | 28. Bérenger de Clermont           |  |  |  |  |  |  |  |  |  |  |  |  |  |  |  |
|  |                                    |  |  |  |  |  |  |  |  |  |  |  |  |  |  |  |
|  |                                    |  |  |  |  |  |  |  |  |  |  |  |  |  |  |  |
|  | 14. Déodat Ier de Clermont         |  |  |  |  |  |  |  |  |  |  |  |  |  |  |  |
|  |                                    |  |  |  |  |  |  |  |  |  |  |  |  |  |  |  |
|  |                                    |  |  |  |  |  |  |  |  |  |  |  |  |  |  |  |
|  | 7. Dauphine de Clermont            |  |  |  |  |  |  |  |  |  |  |  |  |  |  |  |
|  |                                    |  |  |  |  |  |  |  |  |  |  |  |  |  |  |  |
|  |                                    |  |  |  |  |  |  |  |  |  |  |  |  |  |  |  |
|  | 30. Arnaud III de Roquefeuil       |  |  |  |  |  |  |  |  |  |  |  |  |  |  |  |
|  |                                    |  |  |  |  |  |  |  |  |  |  |  |  |  |  |  |
|  |                                    |  |  |  |  |  |  |  |  |  |  |  |  |  |  |  |
|  | 15. Isabelle de Roquefeuil         |  |  |  |  |  |  |  |  |  |  |  |  |  |  |  |
|  |                                    |  |  |  |  |  |  |  |  |  |  |  |  |  |  |  |
|  |                                    |  |  |  |  |  |  |  |  |  |  |  |  |  |  |  |
|  | 31. Hélène de Gourdon              |  |  |  |  |  |  |  |  |  |  |  |  |  |  |  |
|  |                                    |  |  |  |  |  |  |  |  |  |  |  |  |  |  |  |
|  |                                    |  |  |  |  |  |  |  |  |  |  |  |  |  |  |  |

## Possessions
Bérenger était à la tête d'une fortune considérable et rendit hommage au roi le 16 avril 1484 en qualité de noble et puissant seigneur baron de Roquefeuil, de Blanquefort et comtor de Nant pour ses terres. Un second acte qui fait suite à l'acte d'hommage de 1483 vient compléter la liste de ses biens probablement hérités de son père qui vivait encore en 1448.
Sénéchaussées :
- Agenais :
  - Baronnie de Blanquefort[11],[7] ;
  - Baronnie d'Albourgueil[11] ;
  - Baronnie de Saint-Allier[7]{Probablement Saint-Chaliez, petit bourg près de Blanquefort-sur-Briolance)
  - Seigneurie de Bonaguil[7].

- Bazadais :
  - Seigneurie de Rozan[11] ou Rauzan[7] ;
  - Seigneurie de Pujol[11] ou Pujols[7] (vendue en 1495 à Gaston de Foix).

- Beaucaire :
  - Baronnie de Roquefeuil[7] ;
  - Baronnie de Vallerangue[11] ou Valleraugue[7] ;
  - Baronnie d'Olmusses[7] ;
  - Seigneurie de Domilas de Treves[11] ou Trèves[7] ;
  - Baronnie de Calado[7] ;
  - Seigneurie de Lanvejot[11] ;
  - Seigneurie de Colandon[11] ;
  - Seigneurie de Reven[11].

- Carcassonne :
  - Seigneurie du Pouget[11],[7] ;
  - Seigneurie de Vindemian[11] ou Vendemian[7] ;
  - Seigneurie de Saint-Bauzile[11] ou Saint-Beauzély[7] ;
  - Seigneurie de Pouzols[11] ou Pujols[7] ;
  - Seigneurie de Saint-Amans[Lequel ?] (une moitié)[11],[7].

- Périgord :
  - Seigneurie de Motte-Saint-Didier[11] ou Lamothe Saint-Didier[7] ;
  - Terres de Montpasier[11] ou Villefranche-de-Montpazier (quelques possessions)[7] ;
  - Terres de Villaréal[11] ou Villeréal (quelques possessions)[7].

- Quercy :
  - Baronnie de Castelnau-Monratier[7] ;
  - Baronnie de Châteauneuf[11] ;
  - Baronnie de Salvaterre[11] ou Sauveterre[7] ;
  - Seigneurie de Vans[11] ;
  - Seigneurie de Vaulx[7] ;
  - Seigneurie de Flaugnac[7] ;
  - Seigneurie de Lamorelete[7] ;
  - Seigneurie de Navareugue[11] ou Navarrenque[7] ;
  - Seigneurie de Langiac[11] ou Laujac ;
  - Seigneurie de La Malarède[11] ;
  - Seigneurie de La Barthe[11] ou Labarthe[7] ;
  - Seigneurie de la Mothe[11] ;
  - Seigneurie de l’Hospitalet[11] ou Lospitalet[7] ;
  - Seigneurie de Montdovert[11] ou Montdoumerc.

- Rouergue :
  - Baronnie de Combret[7] ;
  - Seigneurie du Luc[11],[7] ;
  - Baronnie de Roquafare[11] ou Roquefère[7] ;
  - Seigneurie de Cantobre[11],[7] ;
  - Seigneurie de Lombret[11] ou Lomberet.